# Émile Vignes
Pierre Vignes, dit Émile Vignes, né le 17 janvier 1896 à Castets et mort le 9 avril 1983 dans la même commune, est un photographe français principalement connu pour ses clichés et cartes postales du département des Landes.

## Biographie
Les parents d'Émile, Pierre Vignes et Elizabeth Castets, sont des cultivateurs de condition très modeste exploitant une métairie à Castets, dans le Marensin. Enfant, il vit donc pauvrement et obtient son certificat d'études primaires à douze ans. Dès lors, il commence à travailler avec ses parents en tant que résinier. Pendant la Première Guerre mondiale, il aurait dû être mobilisé en 1916 mais il est réformé à cause de sa maigreur et sa grande taille (près de deux mètres).   
Rentré chez lui, il se met à la photographie. Entendant des mères et des femmes souhaitant envoyer des photographies à leurs hommes au front, il achète un appareil de la manufacture d'armes et de cycles de Saint-Étienne à 275 francs. Ses premières tentatives sont ratées, mais il parvient à photographier le ramassage des foins et à développer la photographie avec un litre de révélateur qu'il achète à un photographe de Dax. Photographe landais autodidacte, il voue une admiration à deux de ses prédécesseurs : Félix Arnaudin, dont il découvre les clichés après la guerre, et Ferdinand Bernède, qui devient son ami. Il continue à effectuer des photographies et des cartes postales pour des femmes dont le mari est au front contre un peu d'argent. Après la guerre, il se spécialise dans les photographies de mariage, qu'il vend un franc, et qu'il peut faire jusqu'à huit fois par jour. Grâce à l'argent obtenu, il s’achète un nouvel appareil.   
En 1919, il arrête un temps la photographie et le résinage pour devenir comptable d'une coopérative agricole. Il se marie le 1er juin de cette année avec Jeanne Labeyrie à la mairie de Castets. À partir de 1925 ou 1926 et jusqu’en 1957, il tient une épicerie, où il vend toutes sortes d'objets, dont des photographies qu'il prend en parallèle de son travail. De 1945 aux années 60, il est le correspondant à Castets des journaux régionaux Sud Ouest et La Nouvelle République des Pyrénées. Il tient une chronique locale, publie des articles illustrés sur des sujets tels que l'industrie du bois, l'apiculture, la culture de l'asperge ou les traditions locales. Il se mue même en reporter pour couvrir les incendies ou les invasions de criquets qui ravagent la forêt des Landes. Il meurt le 9 avril 1983 dans son village natal.  
Son fils Jacques Vignes, fait don de l'intégralité des fonds de son père à l'écomusée de la Grande Lande. En tout 7 500 objets de la collection de Vignes y sont conservés : photographies, cartes, ouvrages, archives… L'écomusée a pour projet de les numériser et organise une exposition itinérante dans de nombreux musées, médiathèques et offices du tourisme des Landes et de Gironde.

## Œuvre
En 1927, il a l'idée de faire de ses photographies de paysage des cartes postales. Il envoie quatre ou cinq exemplaires à l'éditeur de cartes Jean Combier, à Mâcon. Il parvient à les vendre très rapidement et décide de continuer. Il prend des photographies plus variées, y appose son nom, place au dos des vers de poètes landais, dont Maurice Martin, les fait éditer chez Combier et, une fois par an, les vend partout dans le département. Il réalise une collection intitulée « mes grands paysages » et obtient une petite notoriété avec ses cartes postales intitulées « les paysages d’art ». À partir de 1927, il participe à plusieurs salons de photographie dans toute la France. 
En 1928, 26 de ses clichés illustrent l'ouvrage collectif dirigé par David Chabas, Nos Landes. Cet ouvrage contribue à faire sa renommée, notamment grâce à l’élogieuse note de Guy Latry à son sujet. Jusqu’en 1950, il est systématiquement contacté pour illustrer les ouvrages traitant des Landes. À cette époque, il se décrit lui même comme un « paysagiste d'art ». 
Pendant l'hiver 1928, il prend sa photographie la plus connue : après la tempête. On y voit un trois-mâts portugais échoué sur la plage de Capbreton. Elle est exposée en 1929 à New York puis est publiée dans la revue Pictural photography of America. Elle lui apporte une consécration à l’international. En 1943, le biologiste toulousain Casimir Cépède le surnomme « le Nadar du pignadar ». Même s’il se concentre sur le paysage, il prend aussi des clichés des Landais : une de ses collections se nomme Ceux de chez nous. Sa dernière série photographique, intitulée Les Rampants, est dédiée à des arbres aux formes torturées.

## Hommages
- Une rue Émile-Vignes à Labouheyre[4];
- Une avenue Émile-Vignes à Mont-de-Marsan[5]